# Cheimacheramus caudalis
Cheimacheramus caudalis är en nattsländeart som beskrevs av Barnard 1934. Cheimacheramus caudalis ingår i släktet Cheimacheramus och familjen krumrörsnattsländor. Inga underarter finns listade i Catalogue of Life.